# Institute for Dynamic Educational Advancement
Institute for Dynamic Educational Advancement (IDEA.org)とはアメリカ合衆国の非営利団体で科学的、文化的リテラシーの分野で活動している。1998年に設立し、2002年に法人化された。美術館、教育機関、非営利団体、パブリックサービスプロジェクトと協働作業を行っている。

## 主な活動
- WebExhibits virtual museum – 1999年に開始。科学、ヒューマニティ、文化のバーチャルミュージアム（英語版）であり情報、バーチャル実験、体験型活動を提供することで利用者が様々な角度でのテーマで考えたり、質問を述べたり、探求することができる。IDEAは展示物のデザインやユーザビリティに関する研究を発表し、利用者が複雑で数多い学問領域に渡る話題を思い描くための効果的なアプローチのフォーマットを提唱している。
- SpicyNodes - 視覚的に階層情報を見るための提示方法で、コンセプトマッピングと同種である。SpicyNodesの複数ある実装はIDEAが開発しており、Adobe Flashで構築されたウェブ型バージョンが含まれていて、無料と有料バージョンをSaaSウェブサイトで手に入る。2011年にWikiNodesというアプリケーションの一部としてiPadに対応したマルチタッチバージョンが公開された。ウェブ型実装は2011年にアメリカ学校図書館協議会（英語版）の「Best Website for Teaching and Learning」を受賞[4]、2010年、「#edchat's 35 Best Web 2.0 Classroom Tools」に選出された[5]。複数の教育機関で活用されていて[6]、教育ツール（SpicyNodesの活用例として生徒がプレゼンテーションやプロジェクトの作成して自分の考えをまとめている）として推奨されている[7]。この製品は数ある専門分野でも幅広く活用されていて[8]、open APIを使用していて[9]、開発者がタスクの視覚化やマッシュアップの作成に利用することが出来る[10]。

- WikiNodes - AppleのiPadに対応したアプリケーションで、SpicyNodesの視覚化技術を使用している。放射状木（英語版）を使ってウィキペディアを閲覧することで、記事や記事のサブセクションの相互関係をいかに視覚化するかをアプローチできる初のタブレットアプリケーションである[11]。
- ColoRotate - 2006年1月に始まった、一般人、学生、グラフィック専門家に目と精神にある色覚 (en) の3次元性質を説明するためのプロジェクトである。WebExhibit美術館にある色に関連した展示物と関連しており、利用者が色点を見ることができて操作できる3次元色空間で構成されている。そして無料ウェブサイト、Photoshopプラグイン、ウェブウィジェット、iPadアプリケーションといった数多くの実装がある[12][13][14][15][16][17][18][19][20]。
- Research - SpicyNodesプロジェクトを通して、IDEAは階層情報を表示するために著作者に公開したり放射状地図を使う方法を研究している[21][22]。またIDEAは2008年に支援したいかに人々が情報を見つけるかの研究はブロゴスフィアで幅広く引用された[23][24][25]。重要な発見に関して設計者やコミュニケーションディレクターはユーザーがオンラインで情報を見つけることを過大評価し、現在の情報と魅力的な執筆といった基本的な品質の価値を過小評価する傾向にあった。加えて、IDEAは多様な集団から情報を集める文化的に適切な方法を研究していて、がん研究で一般人が前立腺がんの予測ツールを利用できるようにしたり[26]、がん治療に関してインディアンコミュニティにある格差を埋めるために活動している[27]。